# Jerry Yester
Jerry Yester (* 9. ledna 1943 Birmingham, Alabama, USA) je americký zpěvák, skladatel, hudební producent a hudební aranžér. Začínal hrát v duu se svým bratrem Jimem, který později by členem skupiny The Association. Jerry Yester později hrál ve skupinách The New Christy Minstrels a Modern Folk Quartet. Počátkem devadesátých let krátce hrál s obnovenou skupinou The Lovin' Spoonful.